# Ремија Марцикић
Ремија Марцикић „Реми“ (31. март 1893 Суботица, Аустро-угарска — 20. јул 1941 Суботица, Краљевина Југославија) бивши је југословенски фудбалер.
Почео је да игра 1908. у подмлатку Бачке из Суботице, да би већ наредне године постао првотимац. Бранио је боје клуба све до 1926. године, и забележио је укупно 565 наступа на званичним утакмицама. На једној утакмици против БСК-а, одиграној 1923. био је стрелац свих шест погодака у победи своје екипе од 6-3.
За репрезентацију је одиграо само једну утакмицу. Био је један од шесторице дебитаната, 20. октобра 1921. на утакмици против Чехословачке у Прагу (1-6).